# Холлис, Адриан
Адриан Суэйн Холлис (англ. Adrian Swayne Hollis, 2 августа 1940, Бристоль — 26 февраля 2013, Уэлс) — английский литературовед и шахматист, гроссмейстер ИКЧФ (1976).

## Биография

### Семья
Единственный ребенок в семье. Отец — Р. Холлис (1905—1973), журналист, офицер разведки, генеральный директор MI5 с 1956 по 1965 гг. Дядя — Крист. Холлис (1902—1977), писатель и политик, член Консервативной партии. Дед — Дж. А. Холлис (1868—1944), англиканский священник, епископ Тонтона. Двоюродный брат — Крисп. Холлис (род. 1936), католический священник, епископ Портсмута.

### Научная карьера
Окончил школу King's Scholar при Итонском колледже, затем — Оксфордский университет (колледж Крайст-черч). С 1964 по 1967 гг. работал ассистентом в Сент-Эндрюсском университете. В 1967 г. вернулся в Оксфордский университет, где до выхода  на пенсию в 2007 г. преподавал классическую литературу в Кибл-колледже. Занимался изучением античной поэзии. Научные интересы были связаны с творчеством Каллимаха из Кирены. Он написал полный комментарий к эпиллию «Гекала» (первое издание — 1990 г.). Также изучал творчество Евфориона, Херила, Ликофрона, Горация, Секста Проперция, Вергилия, составил комментарии к «Метаморфозам» и «Науке любви» Овидия (в 1970 и 1977 гг. соответственно), подготовил издание антологии римской поэзии I в. н.э. (Fragments of Roman Poetry, c. 60 BC-AD 20, 2007 г.).

### Шахматная деятельность
Участник нескольких чемпионатов Великобритании (лучший результат — дележ 7-го места в 1961 г.).
В составе сборной Англии участник пяти командных чемпионатов мира среди студентов (1960—1964 гг.; в 1963 г. завоевал индивидуальную золотую медаль на 1-й доске), Кубка Клары Бенедикт 1962 г. (сборная стала бронзовым призером соревнования).
Добился значительных успехов в заочных шахматах.
Чемпион Великобритании по переписке 1966, 1967 и 1971 гг.
В составе сборной Великобритании победитель 9-й заочной олимпиады (1982—1987 гг.), серебряный призер 10-й заочной олимпиады (1987—1995 гг.), бронзовый призер 7-й (1972—1976 гг.) и 8-й (1977—1982 гг.) заочных олимпиад (в 8-й олимпиаде показал лучший результат на 2-й доске), победитель почтового командного чемпионата мира (World Postal Team Chess Championship) 1998 г. Также выступал за сборную Англии на 11-й заочной олимпиаде (1992—1999 гг.).

## Основные спортивные результаты
| Год                       | Город                                                                                | Соревнование                                                                         | + | − | = | Результат | Место                     |
| ------------------------- | ------------------------------------------------------------------------------------ | ------------------------------------------------------------------------------------ | - | - | - | --------- | ------------------------- |
| 1959                      | Богнор-Риджис                                                                        | Мемориал В. Менчик                                                                   |   |   |   |           | [ 8 ]                     |
| 1960                      | Ленинград                                                                            | Командный чемпионат мира среди студентов (сборная Англии, запасной)                  | 2 | 3 | 2 | 3 из 7    |                           |
| 1961                      | Хельсинки                                                                            | Командный чемпионат мира среди студентов (сборная Англии, 2-я доска)                 | 3 | 4 | 3 | 4½ из 10  |                           |
|                           | Аберистуит                                                                           | Чемпионат Великобритании                                                             |   |   |   |           | 7—?                       |
| 1962                      | Марианске-Лазне                                                                      | Командный чемпионат мира среди студентов (сборная Англии, 1-я доска)                 | 5 | 1 | 6 | 8 из 12   |                           |
|                           | Берн                                                                                 | Кубок Клары Бенедикт (сборная Англии, ?-я доска)                                     | 1 | 1 | 3 | 2½ из 5   | Команда — 3-я             |
| 1962 / 1963               | Гастингс                                                                             | Международный турнир                                                                 | 2 | 6 | 2 | 2 из 9    | 10                        |
| 1963                      | Будва                                                                                | Командный чемпионат мира среди студентов (сборная Англии, 1-я доска)                 | 6 | 0 | 3 | 7½ из 9   | 1 на доске                |
|                           | Бат                                                                                  | Чемпионат Великобритании                                                             | 3 | 2 | 6 | 6 из 11   | 10—12                     |
| 1964                      | Краков                                                                               | Командный чемпионат мира среди студентов (сборная Англии, 1-я доска)                 | 4 | 3 | 3 | 5½ из 10  |                           |
| 1967                      | Оксфорд                                                                              | Чемпионат Великобритании                                                             | 4 | 3 | 4 | 6 из 11   | 12—17                     |
| 1968                      | Бристоль                                                                             | Чемпионат Великобритании                                                             | 3 | 3 | 5 | 5½ из 11  | 17—20                     |
| СОРЕВНОВАНИЯ ПО ПЕРЕПИСКЕ |                                                                                      |                                                                                      |   |   |   |           |                           |
| 1966                      | Чемпионат Великобритании                                                             | Чемпионат Великобритании                                                             |   |   |   |           | 1—2                       |
| 1967                      | Чемпионат Великобритании                                                             | Чемпионат Великобритании                                                             |   |   |   |           | 1                         |
| 1972                      | Чемпионат Великобритании                                                             | Чемпионат Великобритании                                                             |   |   |   |           | 1                         |
| 1972—1976                 | 7-й командный чемпионат мира (заочная олимпиада; сборная Великобритании, 1-я доска)  | 7-й командный чемпионат мира (заочная олимпиада; сборная Великобритании, 1-я доска)  |   |   |   |           | Команда — 3-я             |
| 1973—1976                 | Мемориал У. Поттера                                                                  | Мемориал У. Поттера                                                                  |   |   |   |           |                           |
| 1977—1982                 | 8-й командный чемпионат мира (заочная олимпиада; сборная Великобритании, 2-я доска)  | 8-й командный чемпионат мира (заочная олимпиада; сборная Великобритании, 2-я доска)  |   |   |   | 8½ из 12  | 1 на доске, команда — 3-я |
| 1977—1982                 | Мемориал Э. Хейлимо                                                                  | Мемориал Э. Хейлимо                                                                  |   |   |   |           |                           |
| 1982—1987                 | 9-й командный чемпионат мира (заочная олимпиада; сборная Великобритании, 2-я доска)  | 9-й командный чемпионат мира (заочная олимпиада; сборная Великобритании, 2-я доска)  |   |   |   |           | Команда — чемпион         |
| 1987—1995                 | 10-й командный чемпионат мира (заочная олимпиада; сборная Великобритании, ?-я доска) | 10-й командный чемпионат мира (заочная олимпиада; сборная Великобритании, ?-я доска) |   |   |   |           | Команда — 2-я             |
| 1991—1996                 | Мемориал А. А. Алехина                                                               | Мемориал А. А. Алехина                                                               |   |   |   |           |                           |
| 1992—1999                 | 11-й командный чемпионат мира (заочная олимпиада; сборная Англии, ?-я доска)         | 11-й командный чемпионат мира (заочная олимпиада; сборная Англии, ?-я доска)         |   |   |   |           |                           |
| 1997—2000                 | Мемориал Клива                                                                       | Мемориал Клива                                                                       |   |   |   |           |                           |